# مركز باريس للألعاب المائية
مركز باريس للألعاب المائية هو مجمع احواض مائية يقع في منطقة سان دوني. المركز سوف يستضيف بعض احداث الألعاب المائية في دورة الألعاب الأولمبية الصيفية 2024 في باريس.
يقع في الجهة الغربية من مقابل ملعب فرنسا الذي يرتبط به عن طريق جسر للمشاة يمتد على الطريق السريع A1، وسيستضيف مسابقات الرياضات المائية : الغطس وكرة الماء والسباحة الفنية. تم بناؤه تحت إدارة حاضرة باريس الكبرى.

## تاريخ
منذ عام 2005، شاركت أوبرفيلييه في مشروع تطوير مرتبط بمشروع الألعاب الأولمبية في باريس 2012 على موقع فورت دوبيرفيلييه. يتكون من خمسة حمامات سباحة، بما في ذلك واحد خارجي، وكان من المقرر أن يستوعب 15 000 مقعد قابلة للإزالة.
بعد ترشح باريس لاستضافة الألعاب الأولمبية الصيفية 2024 اعيد إطلاق المشروع من جديد. في يونيو 2016، قررت مجموعة المصلحة العامة المسؤولة عن ترشيح باريس لدورة الألعاب الأولمبية 2024 إنشاء مركز العاب مائية أولمبي في سان دوني على الأرض التي كان يشغلها آنذاك مركز أبحاث إنجي، الواقع إلى الغرب من استاد فرنسا والتي يفصلها شارع الرئيس ويلسون. تاريخيا شغل الموقع من عام 1885 إلى عام 1977، مصنع غاز لاندي الذي كان يزود منطقة باريس بالغاز,. كان يحدها الطريق السريع A86 من الجنوب، وشارع الرئيس ويلسون من الشرق، والطريق N410 من الغرب، والطريق N412 من الشمال. وفي عام 1977، تم تحويل الموقع إلى مركز أبحاث الغاز في سان دوني. تم إطلاق المشروع في مارس 2017. وفي يونيو 2017، تم تسمية المركز المائي. تم وضع الحجر الأول في 19 ديسمبر 2017 بحضور رئيس الجمهورية الفرنسية إيمانويل ماكرون. في عام 2019، غادرت إنجي الموقع وتم تنفيذ أعمال التجهيز والتنظيف الرئيسية قبل البدأ بالبناء.
انتهت اعمال البناء في مركز باريس للألعاب المائية في 4 أبريل 2024. على ان يكون الافتتاح الرسمي في الألعاب الأولمبية 2024، على ان يعاد فتح الملعب للاستخدام العام في يونيو 2025.

## المواصفات
في المواصفات الأولمبية، سيحقق المركز المائي الأولمبي مواصفات اللجنة الأولمبية الدولية اللازمة لتنظيم الألعاب الأولمبية والبارالمبية لإقامة مسابقات الغطس وكرة الماء والسباحة الفنية.
بحسب المواصفات الأولمبية، سوف يحتوي المركز على حوض سباحة بمقاس 50م × 25م، وحوض غطس بمقاس 22,20 م × 25 م، وسوف يستوعب المركز 6 000 مقعد.
سقف المركز المائي مدعم بـ 91 لوح مترابطة كسلسلة، مقاس كل لوح 21 سم بالعرض وارتفاع 55,2 سم وطول 90 م (273 وحدة بطول 30 م). وفي أكتوبر 2022، تم تركيب السلسلة الأخيرة لتشكل أكبر هيكل خشبي مقعر في العالم بطول 90 م. ان التصميم المقعر للسقف المصنوع من الخشب الأوروبي المعتمد من FSC له دور اقتصادي بالاضافة للدور البيئي، حيث انه يقلل من الحجم الطاقة المستهلكة لتشغيل المرفق خصوصا لناحية التدفئة، كذلك تساهم الألواح الكهروضوئية المنتجة للطاقة الى تأمين ما يقارب 90% من الكهرباء اللازمة للتشغيل. بينما تم بناء المدرجات من البلاستيك المعاد تدويره الذي تم جمعه من مدارس سان دوني، مع مقاعد المدرجات المصنوعة بالكامل من الأغطية البلاستيكية. جهز المركز بنظام اعادة تدوير مياه الأمطار لتطوير حلول مبتكرة لتدوير المياه الرمادية ومياه الأمطار.
تم استكمال العمل في المركز الأولمبي للألعاب المائية وجسر المشاة المجاور له يشكل استثمارا تحت إدارة المشروع من قبل متروبول باريس الكبرى يقدر بـ 174,7 مليون يورو، منها 154,7 مليون من شركة سوليديو,. هذا هو الاستثمار الرئيسي في البنية التحتية الرياضية التي تم إنشاؤها لألعاب 2024.

## وسائل الوصول
- خط المترو رقم 13 عبر محطة سان دوني - بورت دو باريس .
- خط المترو رقم 14 عبر محطة سان دوني بلييل (الافتتاح في يونيو 2024).
- خط RER B في محطة La Plaine - Stade de France
- خط RER D في Stade de France - محطة Saint-Denis
- الترام T8 عبر محطة سان دوني - بورت دو باريس.

## النشاطات والمسابقات
يستضيف المركز المائي دورة الألعاب الأولمبية والبارالمبية لعام 2024 بالإضافة إلى بطولة أوروبا للسباحة لعام 2026.
بعد انتهاء الألعاب، سيستضيف المرفق دورات مدرسية ورياضية وترفيهية للسباحة والغوص وأنشطة خاضعة للإشراف وممارسة السباحة المجانية, ,.

## روابط خارجية
- وصف باريس 2024
- وصف مدينة باريس الكبرى